# آیرینه ام. زاپی
آیرینه ام. زاپی رودریگوز (زاده ۲۲ اوت ۱۹۶۶)، یک سرتیپ و دانشگاهی بازنشسته از نیروی ذخیره ارتش ایالات متحده است. او اولین زن پورتوریکویی بود که در ارتش ذخیره به این درجه دست یافت. آخرین مأموریت او معاون فرماندهی ژنرال ارتش ایالات متحده جنوبی به‌عنوان مدیر گروه درگیری نیروهای ذخیره ارتش برای تقویت کنندگان بسیج انفرادی بود. زاپی استادیار دانشگاه استرایر است. او به‌عنوان مربی برای دانشگاه اطلاعات ملی کار کرده است و در آنجا مرکز دانشگاهی دانشگاه را در آژانس امنیت ملی اداره می‌کند.

## اوایل زندگی و تحصیل
زاپی در شهر کانوواناس، پورتوریکو به دنیا آمد و بزرگ شد. مادربزرگ و خاله‌هایش او را تشویق می‌کردند تا حرفه‌ای را دنبال کند. وقتی او در کلاس هشتم بود، پدربزرگ زاپی او را مجبور کرد تا تحصیل کند. او در دانشگاه پورتوریکو حضور یافت، به برنامه ROTC دانشگاه پیوست و آموزش خود را در سال ۱۹۸۵ در دانشگاه پورتوریکو در پردیس هومانکو آغاز کرد. زاپی پس از انتقال به آنجا، تمرینات خود را در پردیس ریو پیدراس ادامه داد.
زاپی پس از یادگیری صحبت کردن به پنج زبان اسپانیایی، انگلیسی، ایتالیایی، فرانسوی و آلمانی، مدرک کارشناسی خود را در سال ۱۹۸۸ در زبان‌های مدرن از دانشگاه پورتوریکو به پایان رساند. او به عنوان ستوان دوم در ارتش ایالات متحده مأمور شد.
او در سال ۲۰۰۰ مدرک کارشناسی ارشد مدیریت بازرگانی (MBA) را از دانشگاه جانز هاپکینز دریافت کرد. در همان سال در سیاست آموزشی، برنامه‌ریزی و مدیریت از دانشگاه مریلند دکترای خود را گرفت. در سال ۲۰۱۲، زاپی مدرک کارشناسی ارشد مطالعات استراتژیک را از کالج جنگ ارتش و در سال ۲۰۱۱ دوره برنامه ریزان امنیت داخلی را در دانشکده ستاد نیروهای مشترک دریافت کرد.

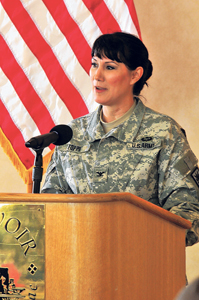
زاپی در یک مراسم بزرگداشت زنان در سال ۲۰۱۲

زاپی به عنوان کلاس اول خصوصی در نیروهای ذخیره ارتش ایالات متحده آغاز شد و به سپاه پلیس نظامی در فورت مک کللان در آلاباما با وظایف زیر در گردان پلیس نظامی ۳۰۱، بایمون، روابط عمومی منصوب شد. و گردان ۳۹۰ حمل و نقل، ایستگاه نیروی دریایی جاده‌های روزولت، سیبا، روابط عمومی. نام مستعار او «رامبا»، کنایه‌ای از شخصیت فیلم رامبو، از آن گرفته شده است. او قبل از اعزام به خاورمیانه در طول جنگ خلیج فارس به عنوان بخشی از عملیات طوفان صحرا به خارج از کشور و به آلمان فرستاده شد. او با لشکر ۳ زرهی سر نیزه به عنوان افسر امنیتی ویژه خدمت کرد و با مراکز مخابراتی کار کرد. از جمله وظایف او به عنوان یک افسر امنیتی ویژه، به دست آوردن اطلاعات طبقه‌بندی شده از اینترنت، تفسیر اطلاعات، برچسب زدن و در دسترس قرار دادن آن در اختیار مافوق خود بود. او در منطقه ای به نام «دره مر» که در آن میدان‌ها نفتی در حال سوختن بود، مستقر بود. این یکی از مناطقی بود که عراقی‌ها در تلاش برای فرار از کویت بودند. او این تجربه را یکی از شوک‌های فرهنگی توصیف کرد که در معرض آن قرار گرفت. شوک‌های فرهنگی قبلی در زندگی او شامل فرهنگ ایالات متحده و اروپا (به ویژه آلمان) بود. زاپی در جریان آزادسازی کویت حضور داشت و مدال ستاره برنز دریافت کرد. او همچنین در دوران اعزام خود در عراق و عربستان سعودی خدمت کرد. زاپی در سال ۱۹۹۵ به عنوان سروان جزء فعال ارتش ایالات متحده را ترک کرد و وارد نیروهای ذخیره ارتش ایالات متحده شد.
در حین خدمت در نیروهای ذخیره، زاپی به درجه سرگرد و بعداً به درجه سرهنگ ارتقا یافت. او به عنوان فرمانده گردان برای گردان ۱۱، تیپ ۳، لشکر ۱۰۴ (توسعه رهبری) خدمت کرد. او سپس دستیار J2/افسر اطلاعات ارشد نیروی عملیات مشترک منطقه پایتخت ملی تحت فرماندهی شمالی ایالات متحده شد. پس از آن، او فرمانده گردان گردان ۲۰۳ اطلاعات نظامی (اطلاعات فنی) بود، و به دنبال آن ارتقاء به سرهنگ و انتصاب به عنوان فرمانده گروه برای ۳۱۰۰ گروه اطلاعات استراتژیک بود. تا سال ۲۰۱۵، او به عنوان معاون فرمانده و رئیس ستاد فرماندهی پشتیبانی مأموریت ۱، Ft. بوکانان، پورتوریکو او یکی از پانزده سرهنگ لاتین در نیروهای ذخیره ارتش بود. زاپی سپس به عنوان فرمانده عنصر ذخیره ارتش و J2 از ۷۶ امین فرماندهی واکنش عملیاتی با فرماندهی جنوبی ایالات متحده خدمت کرد.
در سپتامبر ۲۰۱۷، زاپی به درجه سرتیپ ارتقا یافت. ترفیع او با انتصاب به عنوان معاون فرمانده کل ۲۰۰ فرماندهی پلیس نظامی صورت گرفت. او اولین زن پورتوریکویی است که به درجه ژنرال در نیروهای ذخیره ارتش ایالات متحده ارتقا یافت. در سال ۲۰۱۹، زاپی به عنوان مدیر گروه درگیری نیروهای ذخیره ارتش و معاون ژنرال ارتش ایالات متحده جنوبی انتخاب شد. در ماه مه از هندوراس دیدن کرد تا آموزش پزشکی نیروهای ذخیره را در آنجا مشاهده کند.

## پیشه تحصیلی
زاپی به عنوان یک غیرنظامی در سیستم مدارس دولتی مریلند و همچنین در دانشگاه‌های مختلف تدریس کرده است. او یک استاد کمکی سابق، کالج نوتردام، و دانشیار سابق پژوهشی در مؤسسه دستاوردهای اقلیت و آموزش شهری مریلند، دانشگاه مریلند است. به عنوان استاد در بخش تجارت و آموزش در دانشگاه استرایر، او در سال ۲۰۱۲ به عنوان دانشکده سال دانشگاه استرایر انتخاب شد، و سخنران اصلی در کنفرانس سری کسب و کار لاتین استایل در سال ۲۰۱۳ بود، جایی که از زنان حمایت کرد تا فرهنگ آمریکای لاتین را در مدل‌های تجاری خود بگنجانند و از اهمیت فرهنگ جامعه به عنوان یک جامعه در شرکت‌ها یاد کرد. او به عنوان مربی برای دانشگاه اطلاعات ملی و مدیر مرکز علمی دانشگاه در آژانس امنیت ملی کار کرده است.
او برای یک دوره چهار ساله از سال ۲۰۱۷ تا ۲۰۲۱ به هیئت آموزش ایالت مریلند منصوب شد. در سال ۲۰۲۰، او به عنوان اولین معتمد اسپانیایی زبان کالج اجتماعی آن آروندل منصوب شد.

### تمجیدها
- ۲۰۰۹ - فهرست شده به عنوان یکی از «۱۰۰ زن برتر مریلند» توسط Daily Record[۲۰][۲]
- ۲۰۱۲ – جایزه بهترین دانشکده دانشگاه استرایر[۲][۴]
- ۲۰۱۳ - جایزه نولتون انجمن سپاه اطلاعات نظامی[۲۱]
- ۲۰۱۵ - جایزه تأثیرگذاری لاتین توسط مجله سبک زندگی اسپانیایی[۴][۶]
- سرهنگ کنتاکی، نشان افتخار سرهنگان کنتاکی.[۱]
- ۲۰۱۹ - به تالار مشاهیر کهنه سربازان پورتوریکو معرفی شد.[۲۲]

## زندگی شخصی
در سال ۱۹۸۸ زاپی با توماس زاپی، کهنه سرباز تفنگداران دریایی ایالات متحده ازدواج کرد و اکنون به عنوان افسر اجرای قانون در پلیس شهرستان خدمت می‌کند. آنها سه فرزند و دو نوه دارند.